# Guadua macclurei
Guadua macclurei är en gräsart som beskrevs av Richard Walter Pohl och Gerrit Davidse. Guadua macclurei ingår i släktet Guadua och familjen gräs. Inga underarter finns listade i Catalogue of Life.